# Cobitis meridionalis
Cobitis meridionalis là một loài cá vây tia thuộc họ Cobitidae. Loài này có ở Albania, Hy Lạp, và Cộng hòa Macedonia.
Môi trường sống tự nhiên của chúng là hồ nước ngọt. Chúng hiện đang bị đe dọa vì mất môi trường sống.